# Umbra voinicului
Umbra voinicului este un film românesc din 1971 regizat de Laurențiu Sîrbu.